# Rouvres-les-Bois
Rouvres-les-Bois is een gemeente in het Franse departement Indre (regio Centre-Val de Loire) en telt 361 inwoners (1999). De plaats maakt deel uit van het arrondissement Châteauroux.

## Geografie
De oppervlakte van Rouvres-les-Bois bedraagt 31,8 km², de bevolkingsdichtheid is 11,4 inwoners per km².

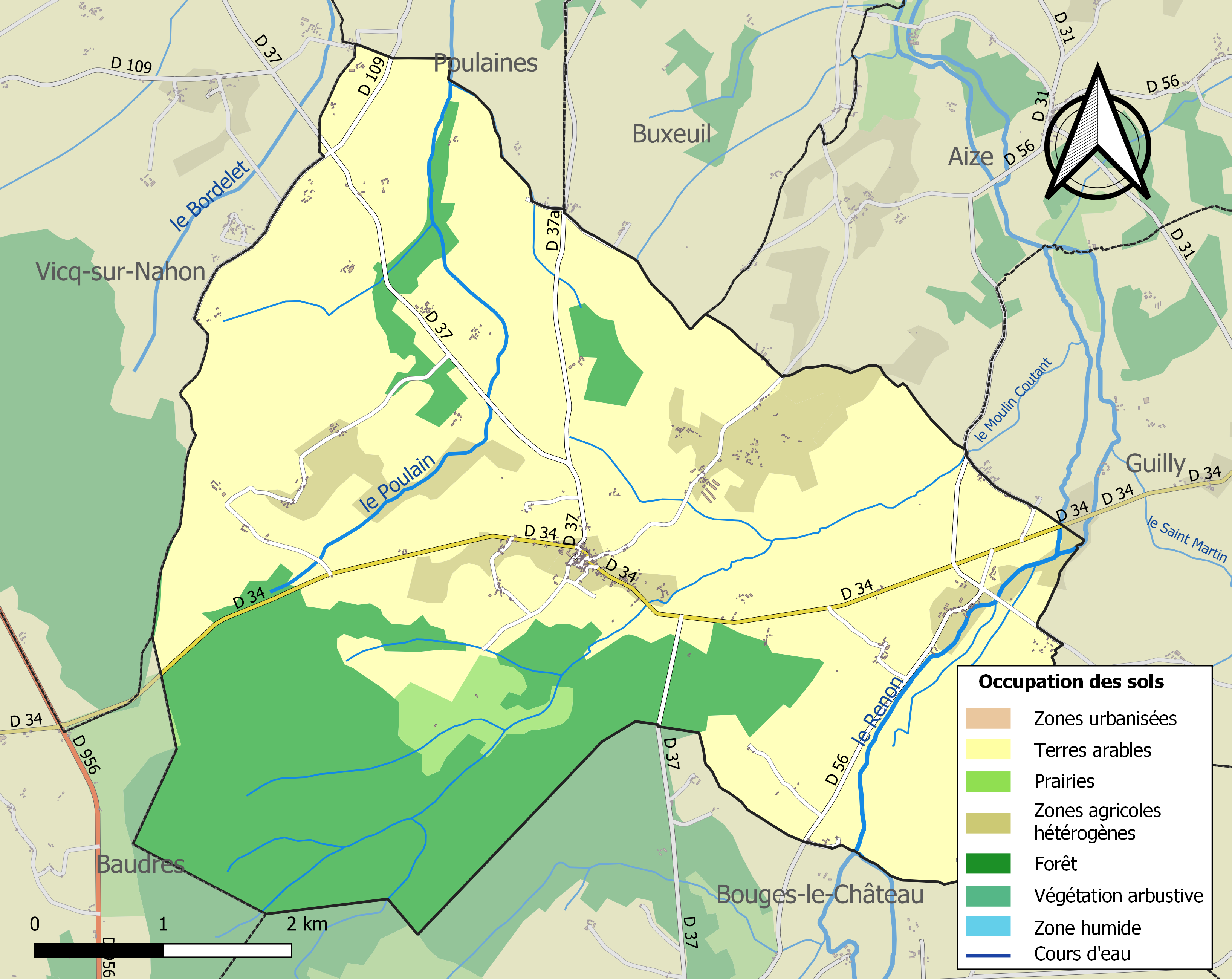
Kaart van de gemeente met de belangrijkste infrastructuur, bodemgebruik en omliggende gemeenten

## Demografie
Onderstaande figuur toont het verloop van het inwonertal (bron: INSEE-tellingen).